# Университет Данди
Университет Данди (англ. University of Dundee) — британский университет в Шотландии, г. Данди.
Включает девять школ: общественных наук; наук и инженерии; медицины; гуманитарную; искусства и дизайна; и др.

## Расположение
Главный корпус университета находится в городе Данди. В главном корпусе также находится филиал Дункана Джорданстонского Колледжа Искусства и Дизайна. Университет имеет кампусы в Госпитале Найнвелс и городке Керколди, в котором находится часть университетской Школы Акушерства. В университете учатся по направлениям: право, медицина, естественные науки и искусство. Является видным научно-исследовательским центром по изучению диабета, рака и неврологии.
Здесь учатся студенты из порядка 100 стран.

## История
Основан в 1881 году как колледж Сент-Эндрюсского университета.
В 1897 году Университетский колледж стал частью Сент-Эндрюсского университета. В 1954 году он был переименован в Квинс-колледж (англ. Queen's College). 1 августа 1967 года приобрёл статус независимого университета. В 1994 году в состав университета как его факультет вошёл колледж искусств. В 2001 году кампус Данди Северного колледжа (педагогического) также стал факультетом университета.
После объявленной отставки директора и вице-канцлера сэра Пита Даунса в феврале 2018 года университет назначил профессора Эндрю Атертона на этот пост, который начал работу в январе 2019 года.

## Рейтинги
- Шотландский университет года Times & Sunday Times Good University Guide 2016
- 16-е место в Times Higher Education '150 under 50 2016'

По состоянию на 2018 год Данди входит в число 300 лучших университетов мира согласно основным глобальным рейтингам (ARWU , QS , Times и CWTS Leiden); 42-е место в Лейденском рейтинге CWTS, 272-е место в рейтинге университетов мира QS и 201–300-е место в академическом рейтинге университетов мира. В рейтинге THE 150 Under 50 за 2016 год Данди занял 16-е место в мире и 1-е место в Великобритании.
Рейтинг университетов мира QS по предметам за 2022 год ставит университет на 44-е место по фармации и фармакологии, 93-е место по биологическим наукам, а также в 100 лучших по искусству и дизайну, 150 лучших по сестринскому делу и 200 лучших по медицине в мире.

Согласно рейтингу университетов мира высшего образования 2023 года по предметам, самыми сильными предметами Данди являются науки о жизни, занимающие 95-е место в мире  и право, занимающее 125-е место в мире.